# Felonica
Felonica (Flonga in dialetto basso mantovano e dialetto ferrarese) è un municipio di 1 336 abitanti del comune di Sermide e Felonica, nella provincia di Mantova in Lombardia. Fino al 28 febbraio 2017 ha costituito un comune autonomo. 
Il nome di Felonica deriva forse da folaga, uccello acquatico.
L'origine di Felonica è legata all'abbazia di Santa Maria Assunta, fondata dai monaci benedettini, della quale si ha la prima testimonianza nel 944.

## Storia
La nascita e lo sviluppo dell'abitato si devono ai monaci benedettini, che si stabilirono a Felonica e vi fondarono l'abbazia di Santa Maria Assunta. La prima testimonianza scritta è costituita da un documento notarile del 944. La storia dell'abbazia è legata anche alla contessa Matilde di Canossa, che ne favorì il consolidamento patrimoniale. Durante la Seconda guerra mondiale il complesso abbaziale fu colpito da un bombardamento: gli edifici monastici ne risultarono distrutti, mentre rimasero la chiesa e il campanile, tuttora utilizzati per il culto.
A Felonica è presente anche un'importante comunità evangelica valdese. Il credo valdese fu portato all'inizio del secolo e nel 1905 sorse l'edificio della chiesa, in località Arginino.

 
Elevata a comune dagli austriaci col Congresso di Vienna per distacco da Sermide, dopo la fusione per incorporazione nel comune di Sermide, avvenuta il primo marzo 2017, Felonica è diventata una delle due località del comune di Sermide e Felonica.

Vecchio stemma comunale

### Simboli
Lo stemma del comune era di rosso, all’aquila  d'argento al volo abbassato. Secondo una diffusa opinione si tratterebbe di una folaga, ma più probabilmente deriva dall'aquila dei Gonzaga, presente anche nello stemma di altri comuni della zona. Il gonfalone era un drappo di rosso.

## Monumenti e luoghi d'interesse
- Pieve di Santa Maria Assunta, parrocchiale romanico-gotica[10].
- Chiesa Evangelica Valdese, costruita nel 1905[11].
- Palazzo Cavriani, settecentesco, già sede municipale[12].
- La Camera del Lavoro, costruita tra 1946 e 1947[13].
- Corte "La Cascina"[14].
- Corte "La Palazza"[15].

Il paesaggio rurale è caratterizzato da corti, "loghini", edicole e capitelli.

Territorio dell'ex comune di Felonica nella provincia di Mantova

## Società

### Evoluzione demografica
Abitanti censiti

### Religione
La religione maggiormente praticata nel municipio è quella cattolica romana. Le parrocchie di Felonica e di Quatrelle fanno parte dell'unità pastorale La Riviera del Po, che copre i comuni di Sermide e Felonica e Borgocarbonara nella loro interezza. 
Nel paese ha sede una comunità valdese risalente ai primi anni del Novecento, nata in seguito all'attività di evangelizzazione di pastori e colportori verso i braccianti che operavano nella zona del Po.

## Cultura

L'ex gonfalone comunale

### Musei
- Museo della seconda guerra mondiale del fiume Po
- Museo dell'evoluzione informatica

### Cucina
- Tiròt, focaccia al forno con cipolla[20].
- Turtèl sguasaròt, pasta fresca ripiena.

## Amministrazione

### Altre informazioni amministrative
Il comune di Felonica era parte dell'Unione dei comuni Sei Oltrepò.